# Beulah (Oregon)
Beulah az Amerikai Egyesült Államok északnyugati részén, Oregon állam Malheur megyéjében, a Beulah-víztározó közelében elhelyezkedő önkormányzat nélküli település.

## Története
Az 1884 és 1947 között működő posta első vezetője Thomas L. Arnold volt; a település nevét lányáról, Beulah Arnoldról kapta.

## Éghajlat
A település éghajlata félszáraz (a Köppen-skála szerint BSk).
| Hónap                                   | Jan.  | Feb.  | Már.  | Ápr.  | Máj. | Jún. | Júl. | Aug. | Szep. | Okt.  | Nov.  | Dec.  | Év    |
| --------------------------------------- | ----- | ----- | ----- | ----- | ---- | ---- | ---- | ---- | ----- | ----- | ----- | ----- | ----- |
| Rekord max. hőmérséklet (°C)            | 15,0  | 19,0  | 27,0  | 32,0  | 37,0 | 39,0 | 44,0 | 44,0 | 39,0  | 34,0  | 24,0  | 18,0  | 44,0  |
| Átlagos max. hőmérséklet (°C)           | 2,6   | 6,2   | 11,0  | 16,6  | 21,6 | 26,5 | 32,3 | 31,8 | 26,7  | 19,0  | 9,0   | 3,8   | 17,3  |
| Átlagos min. hőmérséklet (°C)           | −34,0 | −32,0 | −26,0 | −10,0 | −7,0 | −4,0 | −2,0 | −6,0 | −8,0  | −17,0 | −24,0 | −34,0 | −16,9 |
| Rekord min. hőmérséklet (°C)            | −8,9  | −6,3  | −3,2  | 0,0   | 4,2  | 7,6  | 11,0 | 10,2 | 5,1   | −0,2  | −4,5  | −8,0  | −8,9  |
| Átl. csapadékmennyiség (mm)             | 37    | 26    | 26    | 20    | 30   | 22   | 9    | 10   | 12    | 19    | 35    | 39    | 285   |
| Forrás: Western Regional Climate Center |       |       |       |       |      |      |      |      |       |       |       |       |       |

## Fordítás
- Ez a szócikk részben vagy egészben  a   Beulah, Oregon című angol Wikipédia-szócikk ezen változatának fordításán alapul.  Az eredeti cikk szerkesztőit annak laptörténete sorolja fel. Ez a jelzés csupán a megfogalmazás eredetét és a szerzői jogokat jelzi, nem szolgál a cikkben szereplő információk forrásmegjelöléseként.